# Sébastien Flute
Sébastien Flute (Brest, 25 maart 1972) is een Franse boogschutter.
Flute begon met boogschieten toen hij 11 jaar was. In 1989 werd hij Europees kampioen boogschieten bij de junioren, in 1991 wereldkampioen indoor en in 1992 Europees kampioen senioren. In dat laatste jaar won hij bovendien goud op de Olympische Spelen in Barcelona. Met zijn team, met teamgenoten Bruno Felipe en Michael Tupin, greep hij naast de medaille en behaalde een vierde plaats. In 1993 ontving hij een onderscheiding in de Nationale Orde van Verdienste, het jaar daarop werd hij Ridder in het Franse Legioen van Eer.
Flute deed ook mee aan de Spelen in Atlanta (1996), Sydney (2000) en Athene (2004). In 2000 behoorde hij nog tot de beste tien (hij haalde de achtste plaats), maar hij won geen prijzen meer op deze Spelen. 
Na zijn carrière in de boogsport legde Flute zich toe op het maken van artikelen voor de boogsport onder de naam SF Archery.